# Pedaliodes alusana
Pedaliodes alusana är en fjärilsart som beskrevs av William Chapman Hewitson 1869. Pedaliodes alusana ingår i släktet Pedaliodes och familjen praktfjärilar. Inga underarter finns listade i Catalogue of Life.

## Bildgalleri

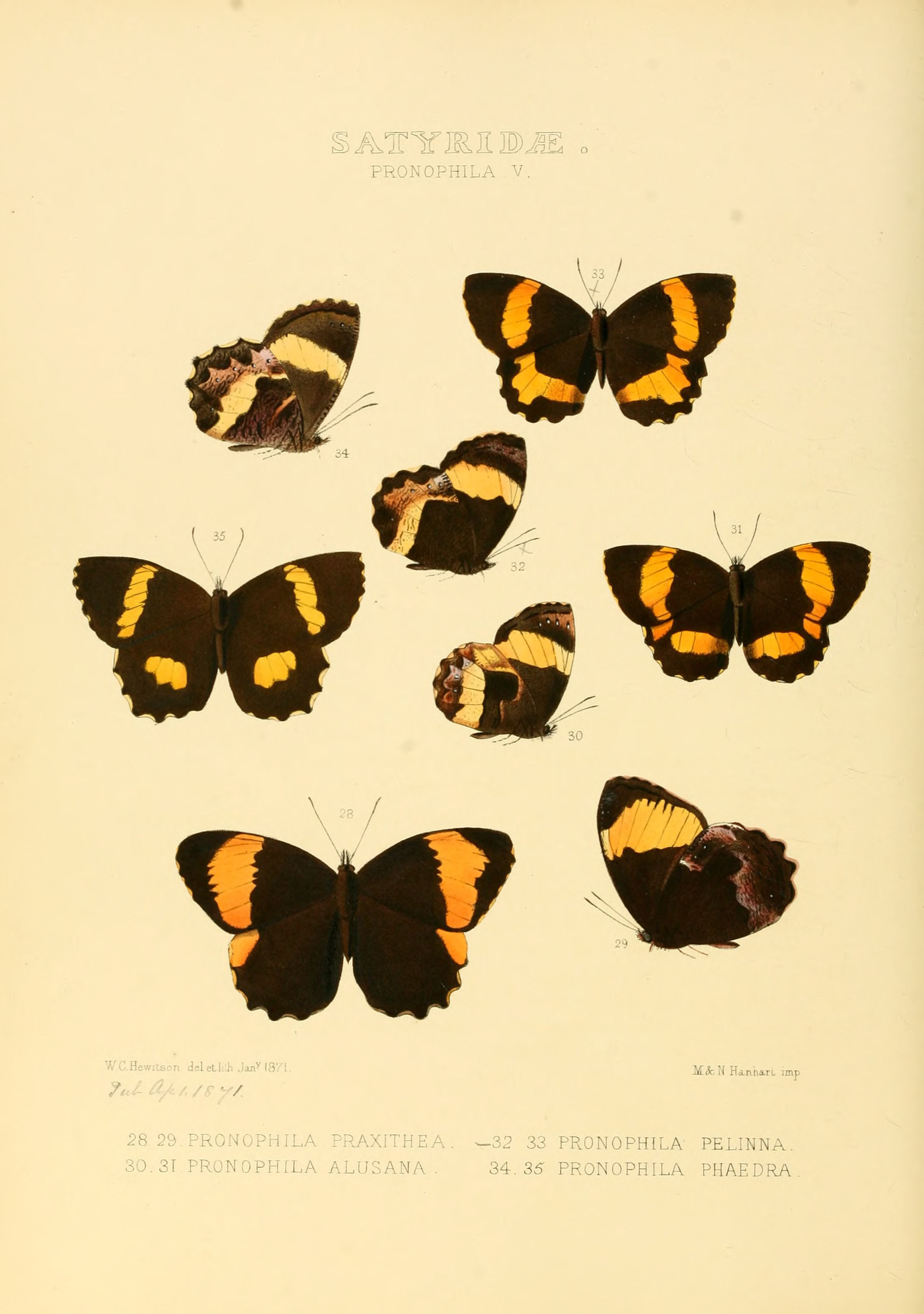